# Sven Plöger

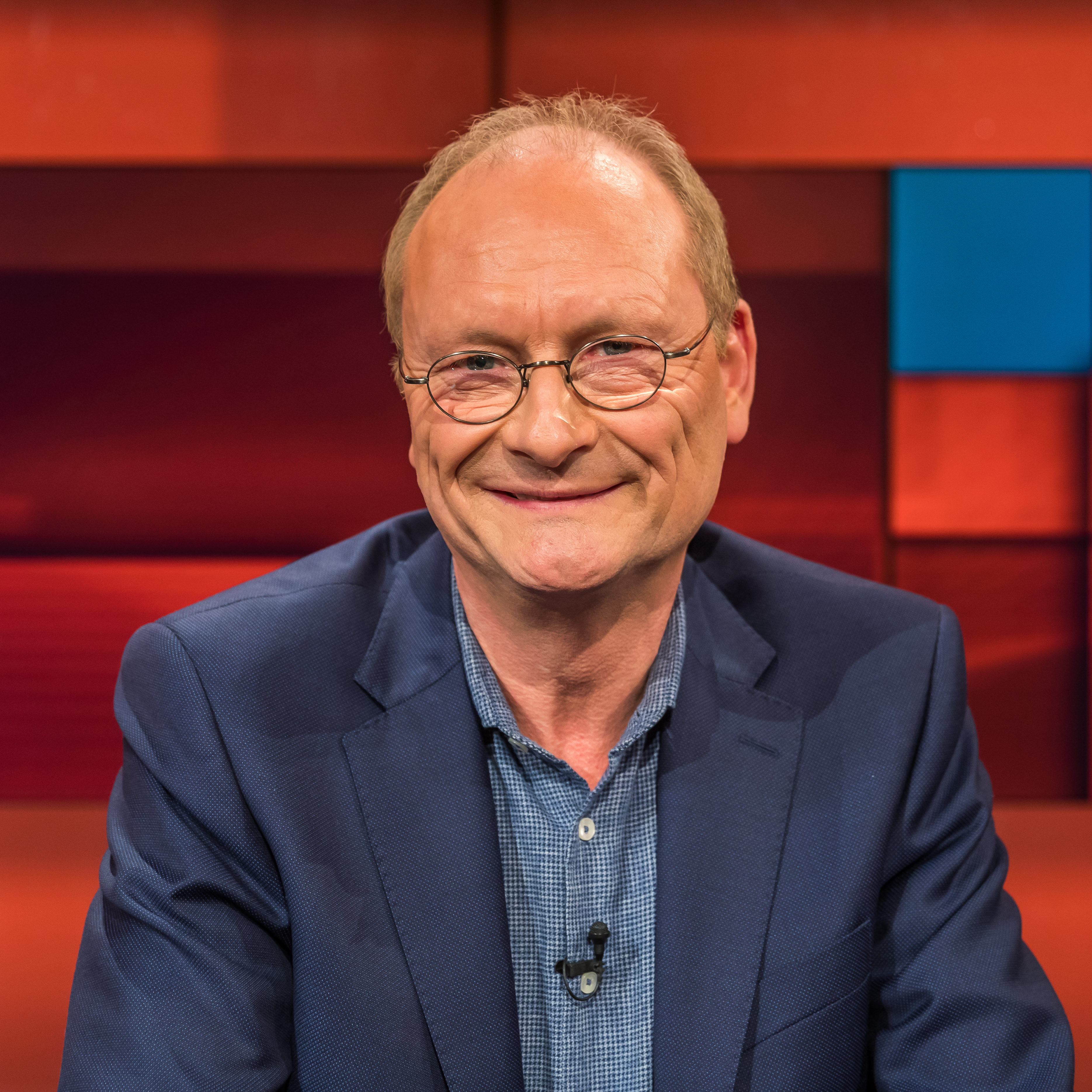
Sven Plöger (2023)

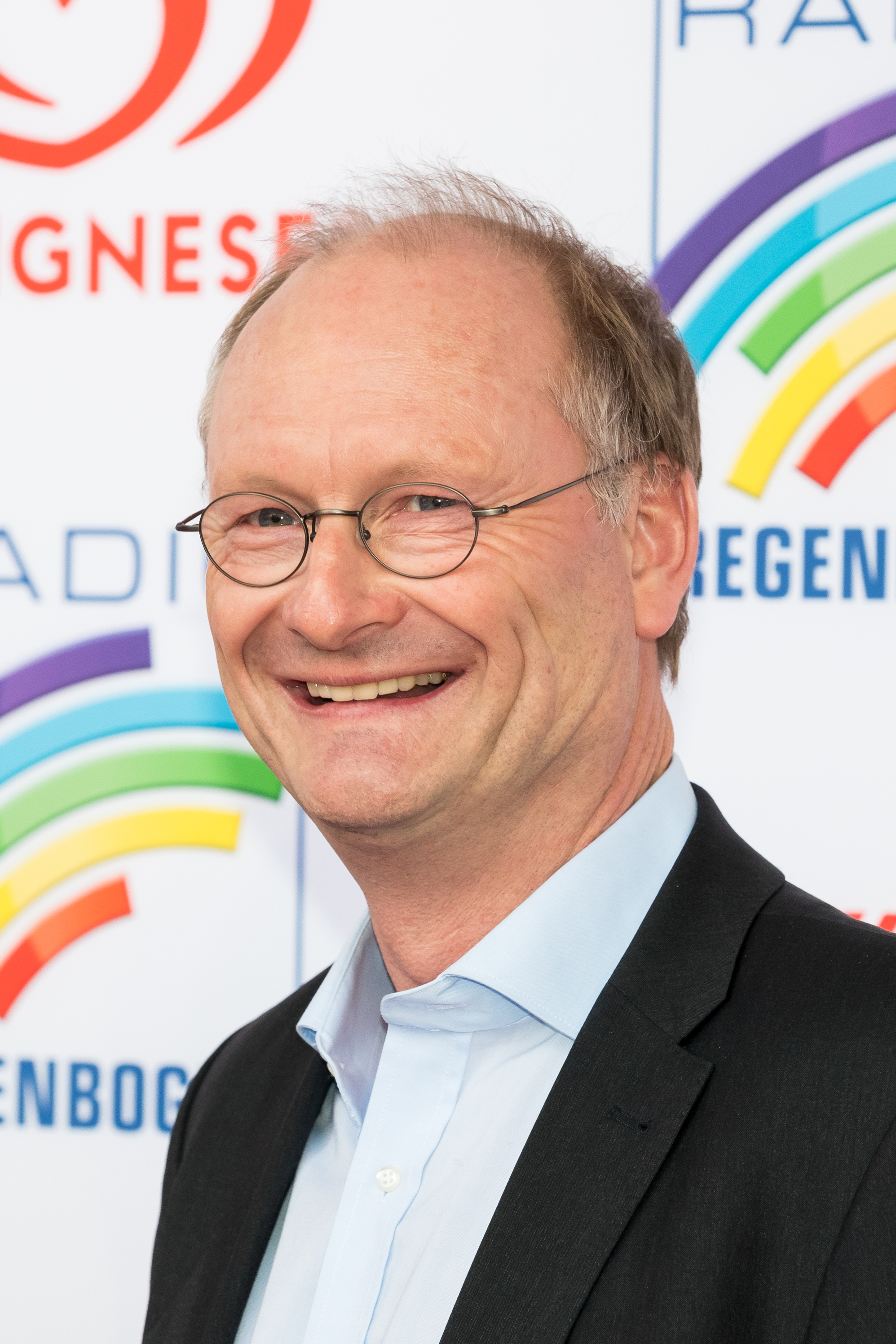
Sven Plöger (2019)

Sven Plöger (* 2. Mai 1967 in Bonn) ist ein deutscher Diplom-Meteorologe, Buchautor und Fernsehmoderator.

## Leben
Sven Plöger wurde als Sohn des Verwaltungsbeamten Karl G. Plöger und dessen Frau Irmela, einer Dolmetscherin und Diplomübersetzerin, in Bonn geboren und wuchs in Sankt Augustin-Menden auf. Sein Vater arbeitete im Amt des Wehrbeauftragten. Seit 1973 besuchte Plöger die Grundschule in Menden und ab 1977 das Rhein-Sieg-Gymnasium St. Augustin, an dem er 1986 das Abitur ablegte. 1987 leistete Plöger seinen Grundwehrdienst. Im Wintersemester 1988/1989 begann er an der Universität zu Köln ein Meteorologiestudium, das er 1996 abschloss. Ab 1991 arbeitete Plöger in der Tropenmeteorologiegruppe mit.
Im Juli 1996 begann Plöger seine Arbeit bei Meteomedia, dem Schweizer Wettervorhersagedienstleister von Jörg Kachelmann in Gais (Kanton Appenzell Ausserrhoden). Im Oktober 1996 gab er die ersten Live-Interviews im Radio und am 2. März 1999 moderierte er das erste Mal Das Wetter im Ersten in der ARD. Derzeit moderiert er mehrere Radio- und Fernsehwettersendungen, hält Vorträge und ist in der Pilotenausbildung tätig. Plöger ist Autor mehrerer Sachbücher über Wetter und Klima. 
Plöger ist seit Januar 2010 offizieller Pate des Kinderhospizes Bethel für sterbende Kinder.
Im März 2010 erhielt Plöger auf dem Extremwetterkongress in Bremerhaven die Auszeichnung Bester Wettermoderator Deutschlands. Im Jahr 2007 wurde er zusammen mit der Moderatorin Steffi Neu mit dem Eselorden der Stadt Wesel ausgezeichnet.

## Persönliches
Sven Plöger ist seit 1998 verheiratet. Er lebt in Ulm.
Er hat eine Schwester namens Britta Plöger.

## Werke
- Sven Plöger, Frank Böttcher: Klimafakten. Westend, Frankfurt am Main 2013, ISBN 978-3-86489-048-2.
- Sven Plöger: Gute Aussichten für Morgen – Wie wir den Klimawandel bewältigen und die Energiewende schaffen können. 6., komplett überarbeitete Auflage. Westend, Frankfurt am Main 2014, ISBN 978-3-86489-077-2.
- Sven Plöger, Rolf Schlenker: Wo unser Wetter entsteht – Eine meteorologische Reise. Belser, Stuttgart 2015, ISBN 978-3-7630-2709-5.
- Sven Plöger: Zieht euch warm an, es wird heiß. Den Klimawandel verstehen und aus der Krise für die Welt von morgen lernen. Westend, Frankfurt am Main 2020, ISBN 978-3-86489-286-8.
- mit Christoph Waffenschmidt: Besser machen! Hoffnungsvolle Entwicklungen und Initiativen für eine lebenswerte Zukunft. adeo, Asslar 2021, ISBN 978-3-86334-306-4.
- Sven Plöger: Zieht euch warm an, es wird heiß! Den Klimawandel verstehen und aus der Krise für die Welt von morgen lernen. Mit einem Beitrag von Eckart von Hirschhausen. Westend, Frankfurt am Main 2023, ISBN 978-3-98791-011-1.